# Zbigniew Religa
Zbigniew Eugeniusz Religa (tiếng Ba Lan: [ˈzbiɡɲɛf rɛˈliɡa] ⓘ; 16 tháng 12 năm 1938 - 8 tháng 3 năm 2009) là một bác sĩ phẫu thuật tim và chính trị gia người Ba Lan.

## Sự nghiệp ngành y
Religa đã hoàn thành chương trình học của mình tại Đại học Y khoa Warsaw vào năm 1963. Từ năm 1966 đến năm 1980, ông làm việc tại Szpital Wolski ở Warszawa, tại đó ông tốt nghiệp Ngoại khoa. Năm 1973, ông đến Thành phố New York để học về phẫu thuật mạch máu, và vào năm 1975, ông học về phẫu thuật tim ở Detroit. Năm 1973, ông lấy bằng Tiến sĩ; năm 1981 ông kết thúc chương trình học tại chỗ, đạt công nhận học tương tự như một giáo sư hay giảng viên cao cấp. Từ năm 1980 đến năm 1984, Religa giảng dạy tại Viện Tim mạch Warszawa. Năm 1984, ông trở thành chuyên gia phẫu thuật tim và chỉ đạo Phòng khám Phẫu thuật Tim mạch ở Zabrze. Năm 1990, ông trở thành giáo sư chính thức tại Đại học Y Silesian ở Katowice, là hiệu trưởng của nó từ năm 1997 đến năm 1999. Năm 2001, ông trở lại Warsaw để trở thành giám đốc của Phòng khám Phẫu thuật tim số 2 và Viện Tim mạch.
Là người tiên phong trong lĩnh vực cấy ghép tim người ở Ba Lan, ông đã dẫn đầu nhóm thực hiện ca ghép tim thành công đầu tiên ở nước này, và vào tháng 6 năm 1995, ông là bác sĩ phẫu thuật đầu tiên ghép một van nhân tạo được tạo ra từ vật liệu lấy từ xác người. Năm 2004, một nhóm nghiên cứu do tôn giáo đứng đầu đã giành được giải thưởng Brussels Eureka danh giá tại Triển lãm Thế giới về Đổi mới, Nghiên cứu và Công nghệ để phát triển một máy bơm có thể cấy ghép cho hệ thống trợ giúp tim bằng khí nén.
Ông đã nhận bằngTiến sĩ danh dự của Đại học Y khoa Lviv, Đại học Y Silesian ở Katowice và Đại học Y Białystok.
Ca ghép tim thành công đầu tiên ở Ba Lan được thực hiện vào ngày 5 tháng 11 năm 1985. Bức ảnh "Ca cấy ghép tim nổi tiếng" (do James Stanfield chụp) được thực hiện vào năm 1987. Bệnh nhân là Tadeusz Żytkiewicz, qua đời vào năm 2017 - 30 năm sau ca phẫu thuật. Ông đã sống lâu hơn cả bác sĩ phẫu thuật cho ông, người đã cho Żytkiewicz một trái tim mới. Ca phẫu thuật kéo dài trong 23 giờ. Sau ca phẫu thuật, một nhiếp ảnh gia người Mỹ, James Stanfield của National Geographic, đã chụp được bức ảnh nổi tiếng và hấp dẫn này, với hình ảnh Tona đang theo dõi tình trạng bệnh nhân của mình trên thiết bị y tế cùng với một trong những đồng nghiệp nữ, người đã hỗ trợ ông trong quá trình phẫu thuật, đang ngủ trong góc. Theo một trong những cộng sự thân cận nhất của Religa, Marian Zembala, bức ảnh không có Żytkiewicz trong hình. Họ đã phân tích hình ảnh và kế hoạch phẫu thuật và xác định rằng ca phẫu thuật của Żytkiewicz diễn ra hai giờ sau đó trong phòng phẫu thuật khác nhau. Bệnh nhân trong ảnh bị chết trong quá trình cấy ghép.